# Myrcianthes pedersenii
Myrcianthes pedersenii är en myrtenväxtart som beskrevs av Carlos Maria Diego Enrique Legrand. Myrcianthes pedersenii ingår i släktet Myrcianthes och familjen myrtenväxter.
Artens utbredningsområde är Paraguay. Inga underarter finns listade i Catalogue of Life.